# Viktor Rapinski
Viktor Rapinski, nacido el 17 de junio de 1981 un ciclista bielorruso. Profesional de 2002 a 2007 después de ser Campeón de Bielorrusia en contrarreloj, hizo su carrera esencialmente en los Estados Unidos, donde ganó dos veces el International Cycling Classic y la Fitchburg Longsjo Classic.

## Palmarés
1999
- Campeonato de Bielorrusia Contrarreloj

2000
- Campeonato de Bielorrusia Contrarreloj

2001
- Campeonato de Bielorrusia Contrarreloj

2002
- International Cycling Classic, más 5 etapas

2003
- 1 etapa de la Vuelta a Bisbee
- 1 etapa del Nature Valley Grand Prix
- Fitchburg Longsjo Classic
- International Cycling Classic, más 2 etapas

2004
- 1 etapa del Tour de Turquía
- 1 etapa de la Fitchburg Longsjo Classic
- 3 etapas de la Vuelta al Lago Qinghai

2005
- 2.º en el Campeonato de Bielorrusia Contrarreloj